# Hemidactylus ituriensis
Hemidactylus ituriensis es una especie de gecos de la familia Gekkonidae.

## Distribución geográfica
Es endémica del noreste de la República Democrática del Congo.